# Corrado Tamietti
Corrado Tamietti (18. leden 1914 Torre Pellice, Italské království – ???) byl italský fotbalový obránce.
Za reprezentaci neodehrál žádné utkání. Byl nominován na OH 1936, kde získal zlatou medaili.

## Úspěchy

### Reprezentační
- 1x na OH (1936 - zlato)